# Regio Parco
Regio Parco (Regi Parch in piemontese) è un quartiere semiperiferico che fa parte della Circoscrizione 6 di Torino, collocato nella zona nord-est della città di Torino nei pressi della confluenza della Stura di Lanzo nel fiume Po.
È delimitato:
- a nord da via Botticelli e dal fiume Stura di Lanzo
- a est dal fiume Po
- a ovest da corso Giulio Cesare
- a sud da via Cimarosa

Talvolta viene ricordato insieme ai quartieri Barca e Bertolla dai quali è diviso dal fiume Stura.

## Storia

### Origini del nome

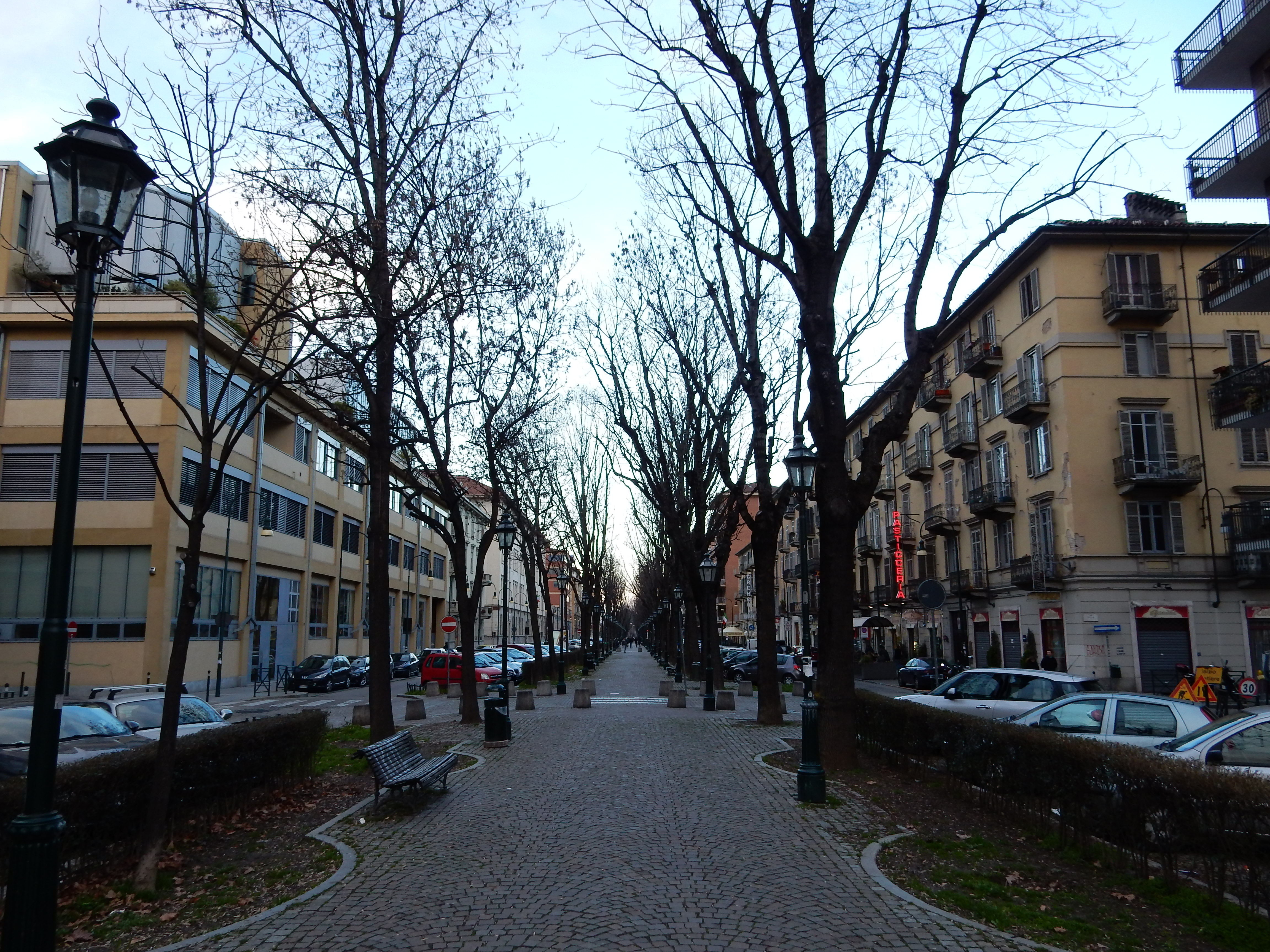
Prospettiva Corso Regio Parco

Per ripercorre la storia del quartiere Regio Parco bisogna risalire alle origini del suo nome che appare curioso per indicare un quartiere prevalentemente operaio.
 Una volta, dove adesso ci sono palazzi popolari, sorgeva il castello di Viboccone. Infatti, intorno alla fine del 1568 Emanuele Filiberto volle espandere le sue residenze oltre le mura verso nord, ed acquistò da diversi proprietari terrieri 81 giornate di terreno boscoso, successivamente trasformato in parco, in un'area compresa tra le confluenze dei fiumi Dora e Stura di Lanzo nel Po. Il luogo fu dapprima chiamato Viboccone, con riferimento al preesistente e popoloso Vicus bocconis a cui si appoggiarono i servizi "logistici ed ecologici" della tenuta del Regio Parco; in seguito, attorno al 1530, venne eretto ad opera dell'architetto milanese Croce il castello del Viboccone, detto anche “Palazzo di Delizie”. 
L'interno del castello era ornato da affreschi opera del pittore casalese Guglielmo Caccia, detto il Moncalvo. Tutto il castello era delimitato da scaloni, portici, colonne e sovrastato da una grande cupola. 
Il castello fu poi distrutto dai francesi nel 1706, durante l'assedio di Torino del 1706 mentre stava già andando in progressiva rovina. Il Regio Parco torinese ebbe comunque una notevole importanza nello sviluppo delle residenze di piacere in Italia.

Della "delizia" non resta che il nome Regio Parco, che ha dato nome all'intero quartiere ed al corso lungo 3,4 km che lo attraversa tutto, dal Rondò Rivella sino a Piazza Sofia, costituendo anche il confine nord del Cimitero monumentale di Torino.

### Sviluppo del quartiere e la Manifattura Tabacchi

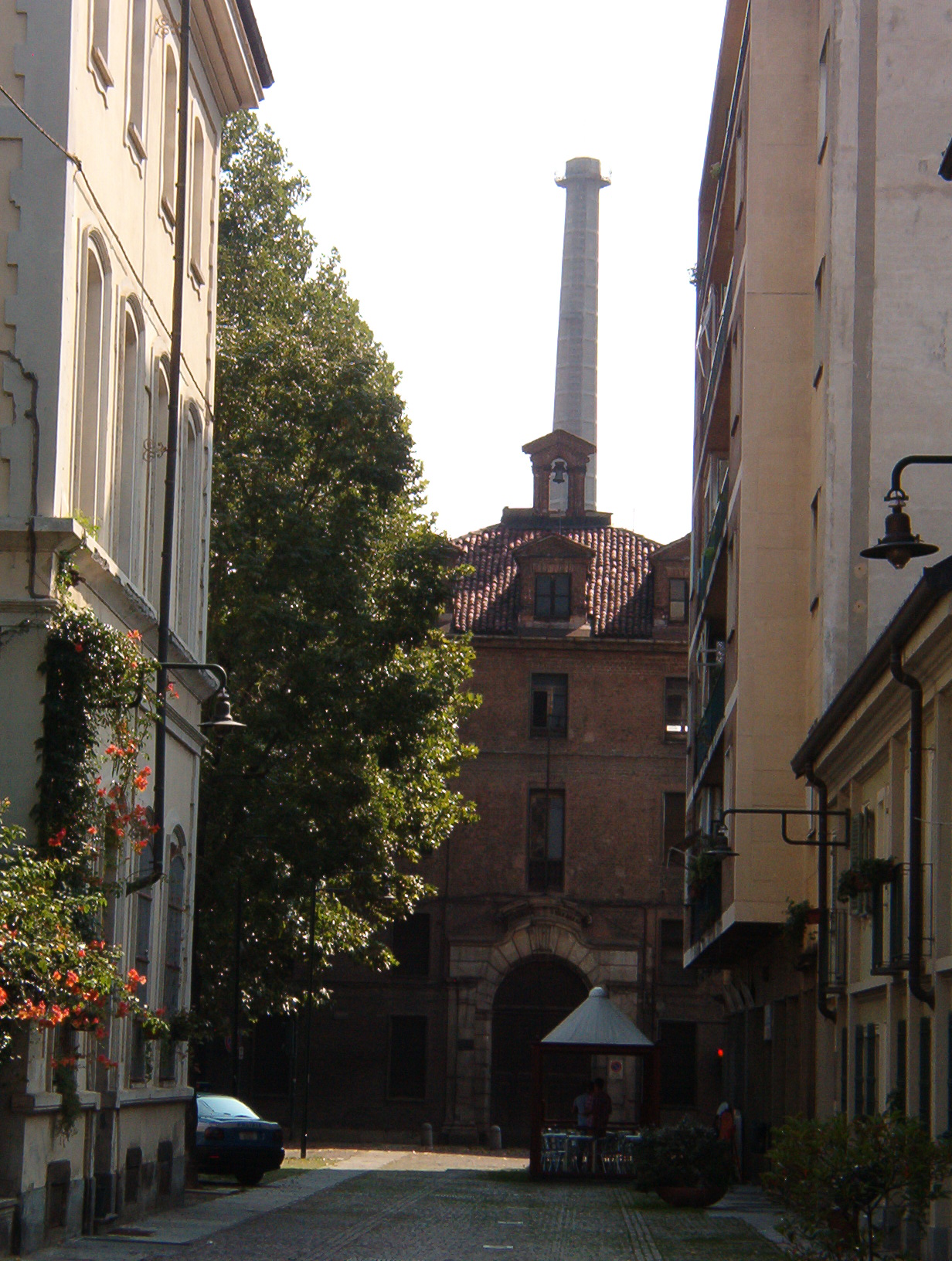
Fabbrica dell'ex-manifattura di tabacco

A seguito della distruzione del Regio Parco e dell'annesso Palazzo delle delizie, la zona fu lasciata in completo abbandono. Dal 1829 al posto del parco si decise la costruzione di quello che è ora il cimitero monumentale di Torino ed al posto del palazzo delle delizie si iniziò a costruire nel 1758 la Regia Fabbrica dei Tabacchi, poi completata nel 1760. La fabbrica doveva contenere in un unico luogo sicuro "la piantagione, il semenzaio e pendaggio delle foglie di tabacco" nonché la lavorazione (tritatura e pestaggio) affinché si riducesse la foglia in macinato da fumo o in polverina da fiuto.
La lavorazione del tabacco, era strettamente controllata e rappresentava l'iniziativa diretta dello Stato. Doveva quindi essere specchio della magnificenza del re e dell'efficienza del potere centrale. Il progetto del complesso industriale fu affidato all'architetto Giovanni Battista Feroggio. Si decise che la palazzina delle delizie, al centro del nuovo edificio, diventasse la cappella, affiancata da due grandi cortili per la semina e il pendaggio, delimitati dai fabbricati per la lavorazione e per l'alloggio degli operai. Per assicurare la forza motrice idraulica necessaria alle "peste" ed alle altre macchine per la lavorazione del tabacco venne scavata una derivazione ad hoc, detta canale del Regio Parco.  L'edificio nel 1840 divenne una vera e propria fabbrica di tabacchi con annessa una cartiera. Successivi ampliamenti ebbero luogo tra il 1855 e il 1858 con la chiusura del cortile centrale con due maniche e con l'estensione della zona delle tettoie e dei depositi. In seguito, al fine di permettere la sistemazione della centrale elettrica, si dovette provvedere all'abbattimento della cappella che sorgeva all'ingresso principale. La predominante presenza femminile è stata una particolare caratteristiche di questa fabbrica: i dipendenti erano in gran parte operaie che provenivano quasi tutte, oltre che da Regio Parco, anche dai vicini quartieri Barca e Bertolla.

Al servizio delle famiglie delle operaie e dei residenti del borgo, nel 1880 fu costruito l'Asilo Infantile, dedicato al re Umberto I di Savoia, nella piazza adiacente all'ingresso della Manifattura, asilo ancora oggi esistente e funzionante e la scuola elementare "G.C. Abba" nel 1882.
Alla fine della seconda guerra mondiale, le operaie della manifattura tabacchi furono protagoniste di un episodio glorioso, perché tagliarono i copertoni dei camion, respingendo così le brigate nere fasciste che avevano occupato la fabbrica per rappresaglia contro una colletta raccolta a favore delle milizie partigiane.
Oggi la Manifattura, dopo un lungo periodo di crisi, ha definitivamente chiuso i battenti nel 1996 e dopo anni di progressivo decadimento strutturale è stato redatto uno studio progettuale di riqualificazione per destinare l'area a strutture universitarie, ma esso è stato definitivamente abbandonato dall'Università di Torino nel 2017.
Nel febbraio 2019 il Comune di Torino ha espresso parere favorevole ad un nuovo progetto di fattibilità per la costruzione di una residenza sanitaria ed altri servizi alla persona, oltre ad una area pubblica e nuovi spazi verdi.
La direttrice storica di sviluppo della zona è ancor oggi costituita dalla antica strada delle Maddalene, ora pedonalizzata, come pure piazza Cesare Abba, presso quello che è stato l'ingresso principale della Regia Fabbrica dei Tabacchi.
Il Comune di Torino ha intitolato in data 13 ottobre 2023 una piazza all'angolo di via Bologna e via Gottardo a tutte le lavoratrici del tabacco della Manifattura (le "tabacchine").

## Chiesa di San Gaetano da Thiene
Nell'Ottocento la popolazione del borgo Regio Parco utilizzava per i servizi religiosi la chiesa dedicata al Beato Amedeo IX di Savoia, edificata nel 1765 all'interno della Regia Manifattura Tabacchi. Nel 1883 la Direzione della Manifattura fece presente alla Curia che non intendeva più far entrare degli estranei e quindi avrebbe dovuto chiudere la cappella.
Si decise di costruire una nuova chiesa dedicata a San Gaetano da Thiene in onore del Cardinal Gaetano Alimonda, Arcivescovo di Torino tra il 1883 e il 1891. 
Il progetto fu affidato al marchese Ferdinando Scarampi di Villanova insieme all'ing. Lorenzo Rivetti. I lavori iniziarono nell'agosto del 1887 e la chiesa venne consacrata il 6 agosto 1889 e inaugurata dal Cardinale il 7 agosto 1889.
La chiesa, lunga 54 metri, larga 22 e alta 18, con un campanile alto 40 metri, è un esempio di architettura eclettica di fine Ottocento. Lo stesso stile caratterizza anche le vicine chiese di San Gioacchino e di Nostra Signora della Pace.
È molto singolare che la chiesa volga le spalle al borgo del Regio Parco, ma al momento della costruzione l'espansione urbana era prevista sull'asse del corso Regio Parco. I successivi ampliamenti del cimitero, la costruzione dello scalo Vanchiglia e la completa apertura della via Bologna modificarono le direttrici dello sviluppo urbano lasciando ampie zone non edificate appunto davanti alla chiesa.
L'interno è a tre navate, gli affreschi sono di Giuseppe Rollini di Intra, il catino absidale è la riproduzione di un mosaico bizantineggiante. La chiesa conserva anche due quadri più antichi, una Madonna del Rosario del Settecento, forse di Felice Cervetti, e una Natività di Pietro Giuseppe Metey del 1754.

Nell'ampia area pedonale retrostante la Chiesa è stato creato un giardino con giochi dei bambini intitolato allo stesso San Gaetano da Thiene.

## Galleria d'immagini

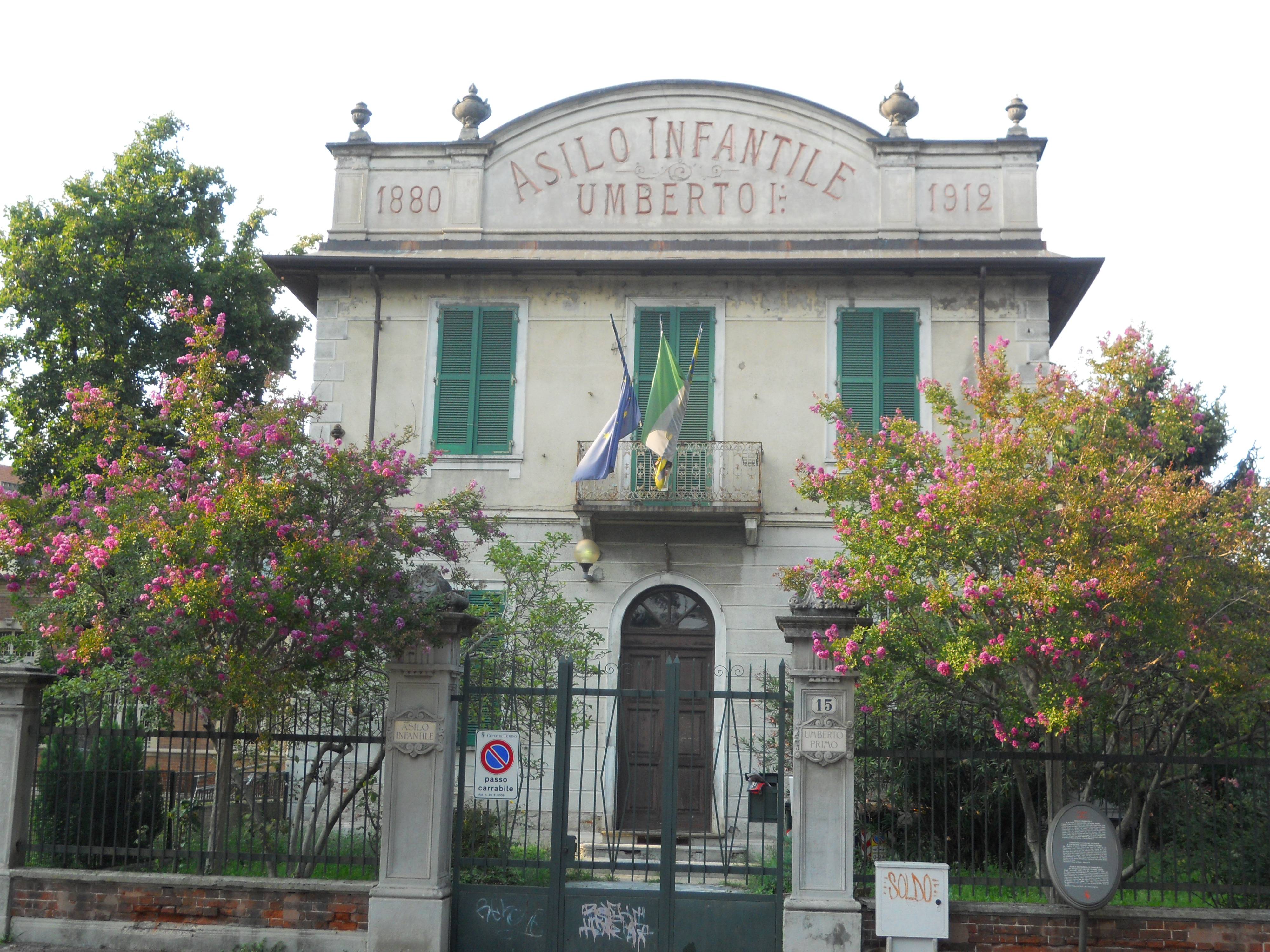
L'Asilo Infantile Umberto I, su Piazza Cesare Abba
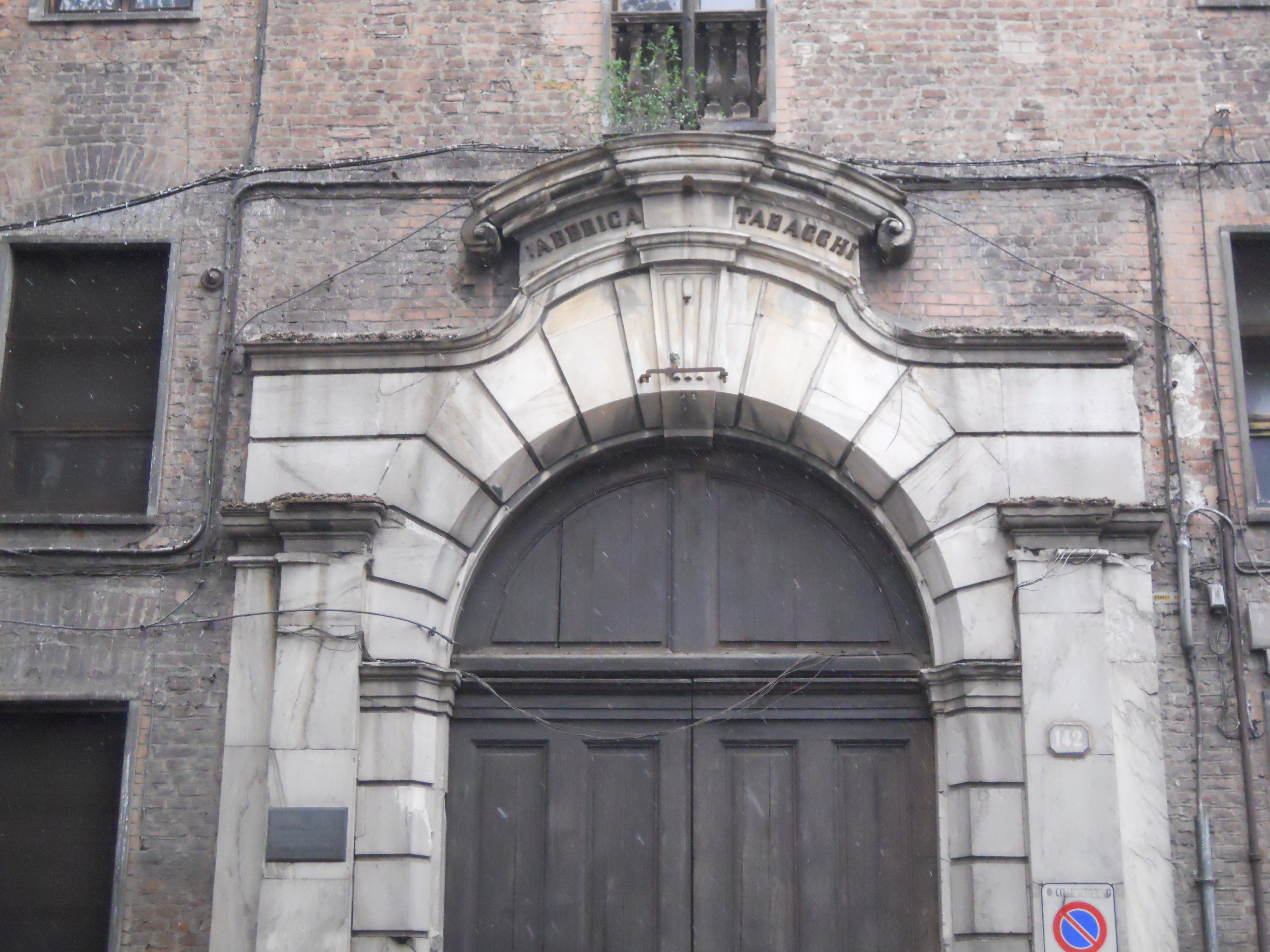
Portone di ingresso della Manifattura Tabacchi
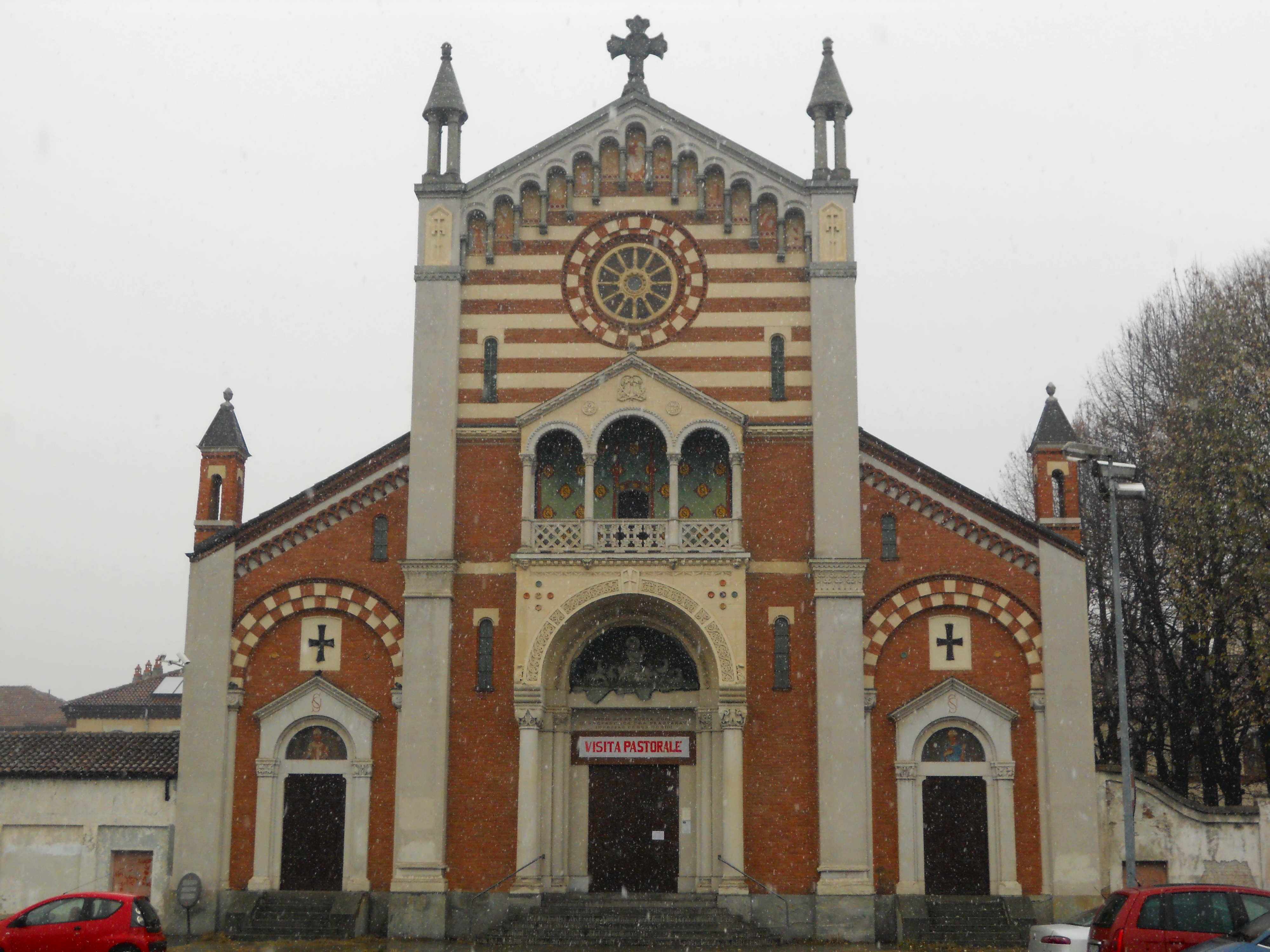
Facciata della Chiesa di San Gaetano da Thiene
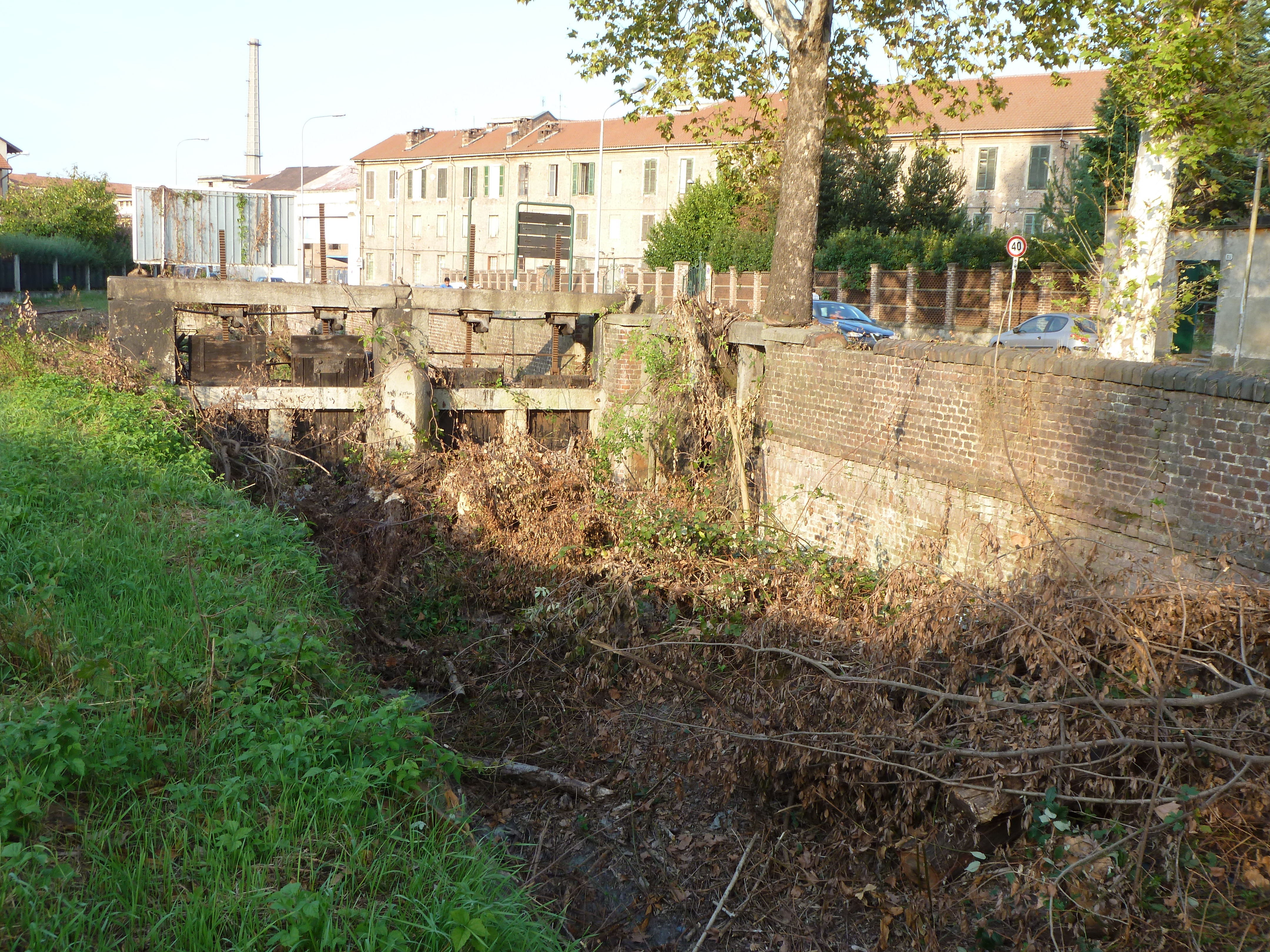
Rimanenze del canale del Regio Parco presso la Manifattura Tabacchi
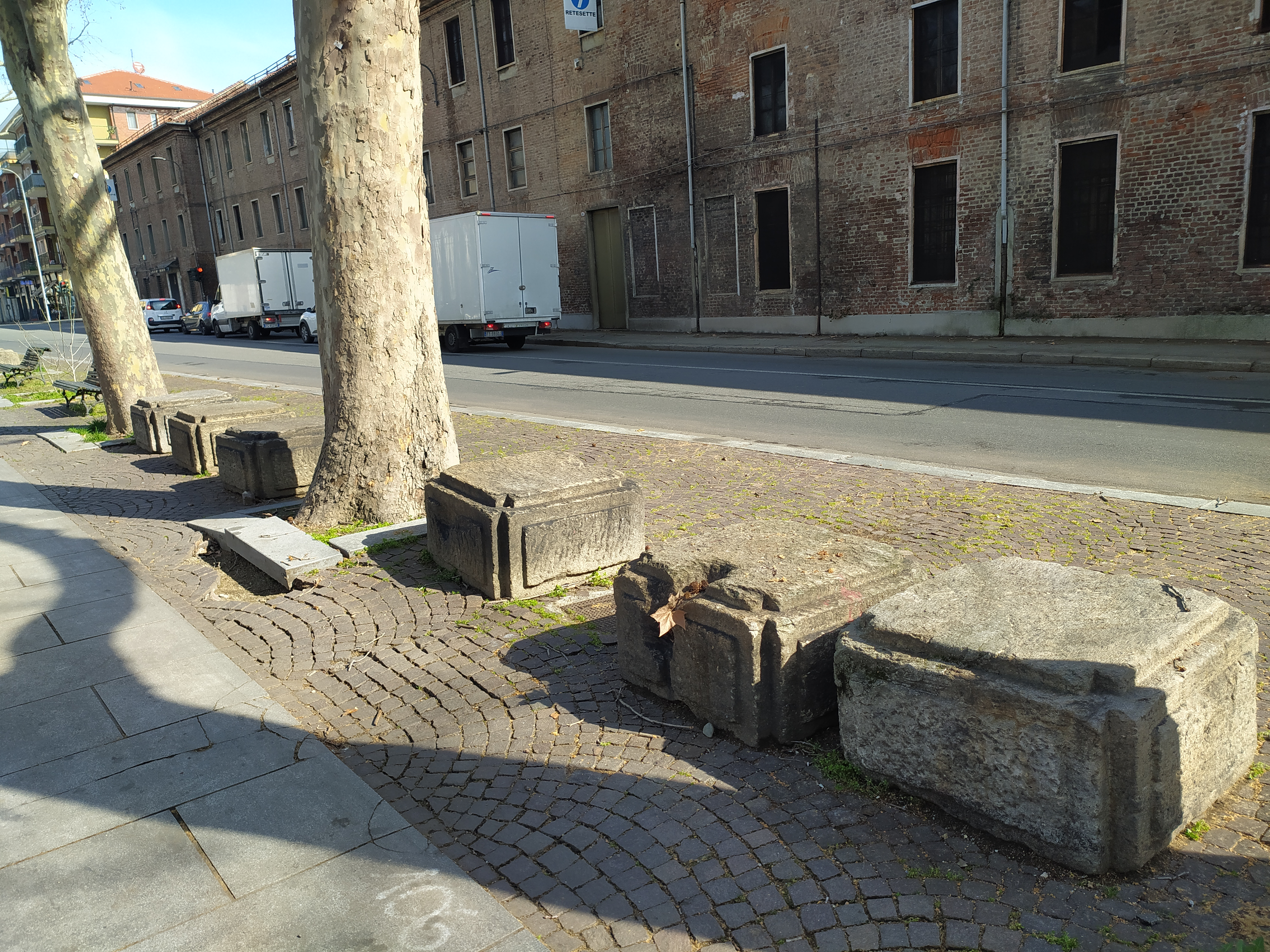
Basamenti residui delle statue del castello di Viboccone
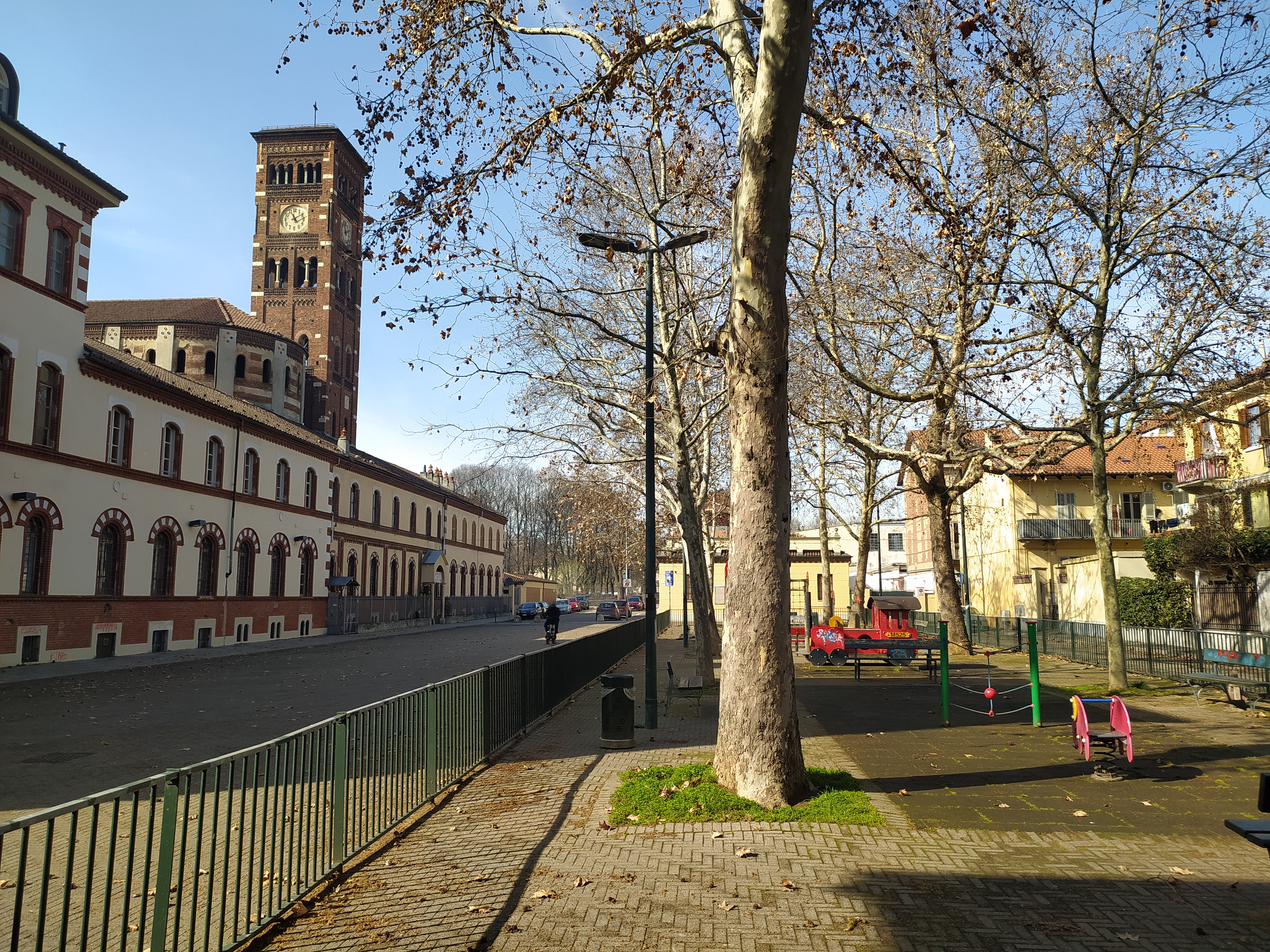
Giardino San Gaetano da Thiene